# Rhodamnia dumicola
Rhodamnia dumicola là một loài thực vật có hoa trong Họ Đào kim nương. Loài này được Guymer & Jessup miêu tả khoa học đầu tiên năm 1986.